# Quyền LGBT ở Samoa thuộc Mỹ
Những người LGBT ở Samoa thuộc Mỹ là lãnh thổ chưa hợp nhất của Hoa Kỳ phải đối mặt với những thách thức pháp lý mà những người không phải LGBT không gặp phải.
Hoạt động tình dục đồng giới đã trở thành hợp pháp trong lãnh thổ vào năm 1980, nhưng các cặp đồng giới không đủ điều kiện nhận các quyền và lợi ích dành cho các cặp vợ chồng khác giới.

## Công nhận mối quan hệ đồng giới
Bộ luật Samoa của Mỹ được chú thích không nêu rõ giới tính của các bên tham gia hôn nhân, nhưng đề cập đến độ tuổi của "nam" và "nữ". Nó quy định việc sử dụng một hình thức trong đó các bên xác định cha mẹ mà họ có liên quan là "con trai" và là "con gái".
Đại diện Sua Carl Schuster đã đưa ra luật cấm hôn nhân đồng giới vào năm 2003. Ông nói rằng ông hy vọng sẽ thiết lập vị trí lãnh thổ rõ ràng để tránh các vụ kiện như ở Hoa Kỳ. Nhiều người ủng hộ dự luật đã trích dẫn đức tin Kitô giáo của họ là lý do để ủng hộ đề xuất của ông. Ủy ban Tư pháp Hạ viện đã bỏ phiếu chống lại nó và sau đó toàn bộ Thượng viện cũng đã làm như vậy.
Không rõ bằng cách nào Obergefell v. Hodges có thể áp dụng cho Samoa thuộc Mỹ vì công dân của nó là Hoa Kỳ quốc gia bằng cách sinh và không phải công dân. Vào tháng 7 năm 2015, Talauega Eleasalo Ale, tổng chưởng lý Samoa của Mỹ, cho biết sau phán quyết năm 2015 rằng văn phòng của ông đã "xem xét lại quyết định xác định khả năng áp dụng đối với Samoa của Mỹ". Một tuần sau Thống đốc Lolo Matalasi Moliga tin rằng Tòa án Tối cao phán quyết hôn nhân đồng tính không áp dụng đối với Samoa thuộc Mỹ. Ông nói "Ý kiến cá nhân của tôi là, phán quyết này sẽ không áp dụng cho lời mở đầu, hiến pháp và các giá trị Kitô giáo của chúng tôi. Lập trường của ông được ủng hộ bởi Hội chúng của Thiên Chúa ở Samoa thuộc Mỹ, Giáo hội Công giáo Samoa thuộc Mỹ, Nhà thờ Jesus Christ of Latter-day Saints ở Samoa thuộc Mỹ. Tuy nhiên, Thượng nghị sĩ Tuaolo Manaia Fruean tin rằng phán quyết này được áp dụng.
Có nhiều fa'afafine không ủng hộ hôn nhân đồng giới vì tôn trọng văn hóa và tín ngưỡng Samoa của chúng tôi ", Giáo sư Rose Cuison Villazor tại trường luật Đại học California, Davis, nói rằng phán quyết hôn nhân đồng giới của tòa án không nên bị nghi ngờ về vụ án ở Samoa thuộc Mỹ. Và rằng "Quyết định của Tòa án Tối cao là khá mạnh mẽ.... Tôi sẽ nghĩ rằng có những rào cản văn hóa để bắt đầu. AG cũng có thể đưa ra một số rào cản pháp lý và xã hội khác. "Omar Gonzales-Pagan của Lambda Legal lập luận rằng các lãnh thổ bắt buộc phải tuân thủ do tối cao của luật liên bang và hôn nhân đồng giới"... là một câu hỏi về quyền cá nhân, quyền tự do cá nhân. "Chimene Keitner, một chuyên gia về các vấn đề tình trạng lãnh thổ tại Đại học California, Đại học Luật Hastings nói rằng để hôn nhân đồng giới được công nhận ở Samoa thuộc Mỹ, cần phải có là một quyết định tự nguyện hoặc kiện tụng. Tranh tụng sẽ yêu cầu các nguyên đơn của những người đã bị từ chối quyền kết hôn và sẵn sàng nhận một vị trí công khai về điều đó và thách thức họ không thể kết hôn. Nguyên đơn cũng có thể là những người đã kết hôn ở nơi khác và muốn hôn nhân được công nhận ở Samoa thuộc Mỹ. "
Lambda Legal đã yêu cầu bất kỳ cặp đôi đồng tính Samoa nào của Mỹ, người đã bị từ chối giấy phép kết hôn, liên hệ với họ hoặc Liên minh tự do dân sự Mỹ, Người ủng hộ và bảo vệ đồng tính nam và đồng tính nữ (GLAAD) hoặc Trung tâm quốc gia về quyền đồng tính nữ ngay lập tức để được hỗ trợ.
Vào tháng 1 năm 2016, cựu Tổng chưởng lý, Fiti Alexander Sunia, được bổ nhiệm làm Thẩm phán Tòa án quận mới sau khi nghỉ hưu của thẩm phán John Ward II. Cuộc hẹn của ông được Thượng viện Samoa thuộc Mỹ nhất trí xác nhận. Trong phiên xét xử xác nhận, anh được hỏi về phán quyết của Tòa án tối cao về hôn nhân đồng giới. Ông trả lời rằng ông đã không đọc quyết định này và tòa án quận không giải quyết phán quyết này. Ông cũng nói rằng ông sẽ không thực hiện đám cưới cho các cặp đồng giới trong nhiệm vụ mới, trừ khi luật hôn nhân địa phương được thay đổi lần đầu. Hiện tại hôn nhân đồng giới không được cấp phép và cũng không được công nhận ở đó.

## Bảng tóm tắt
| Hoạt động tình dục đồng giới hợp pháp                                                                                       | (Từ năm 1980) |
| Độ tuổi đồng ý | (Từ năm 1980) |
| Luật chống phân biệt đối xử chỉ trong việc làm                                                                              | No            |
| Luật chống phân biệt đối xử trong việc cung cấp hàng hóa và dịch vụ                                                         | No            |
| Luật chống phân biệt đối xử trong tất cả các lĩnh vực khác (Bao gồm phân biệt đối xử gián tiếp, ngôn từ kích động thù địch) | No            |
| Hôn nhân đồng giới | [ 12 ]        |
| Công nhận các cặp đồng giới                                                                                                 | No            |
| Con nuôi của các cặp vợ chồng đồng giới                                                                                     | No            |
| Con nuôi chung của các cặp đồng giới                                                                                        | No            |
| Người đồng tính nam và đồng tính nữ được phép phục vụ công khai trong quân đội                                              | (Từ năm 2011) |
| Người chuyển giới được phép phục vụ công khai trong quân đội                                                                | (Từ năm 2018) |
| Quyền thay đổi giới tính hợp pháp                                                                                           | Yes           |
| Truy cập IVF cho đồng tính nữ                                                                                               | No            |
| Mang thai hộ thương mại cho các cặp đồng tính nam                                                                           | No            |
| NQHN được phép hiến máu | No            |